# Ernestinovo
 Ernestinovo  è un comune della Croazia di 2 225 abitanti della Regione di Osijek e della Baranja.